# Yungasocereus inquisivensis
Yungasocereus inquisivensis là một loài thực vật có hoa trong họ Cactaceae. Loài này được (Cárdenas) F. Ritter ex Eggli miêu tả khoa học đầu tiên năm 1980.